# The Corrs
The Corrs er et irsk folkrockband, der kombinerer poprock med traditionel keltisk musik. Bandet består af fire søskende Andrea (forsanger, tinwhistle), Sharon (violin, baggrundsvokal), Caroline (trommer, klaver, bodhrán, baggrundsvokal) og Jim Corr (guitar, klaver, baggrundsvokal). De stammer fra Dundalk, County Louth i Irland.
The Corrs har udgivet seks studiealbums og adskillige singler, som har nået platincertificering i flere lande. Talk on Corners, deres indtil videre mest succesfulde album, nåede multi-platinstatus i Australien og i Storbritannien var det det bedst sælgende album i 1998. Bandet er et af blot en håndfuld kunstnere, der har haft to positioner i toppen af UK album charts, med Talk on Corners som nummer et og Forgiven, Not Forgotten som nummer to. Sidstnævnte blev det næstbedst sælgende album i Australien efter Alanis Morissettes Jagged Little Pill. Deres tredje studiealbum, In Blue, nåede nummer to i 17 lande.
The Corrs har været aktivt involveret i velgørenhed De har optrådt ved adskillige velgørenhedskoncerter som et The Prince's Trust-arrangement i 2004 og Live 8 sammen med Bono fra U2 i 2005. Det samme år blev de ærets honorære MBE for deres bidrag til musik og velgørenhed. Gruppen havde en inaktive periode på næsten 10 år, fordi Jim og Caroline fik børn, mens Andrea og Sharon forfulgte hver deres solokarriere, og ligeledes fik børn. Ifølge Sharon Corr var det usikkert om og hvornår The Corrs ville gendannes. Rygter om at de atter var aktive begyndte at spire i begyndelsen af 2015, og i et radiointerview med Chris Evans i juni 2015 bekræftede Andrea at The Corrs var i gang med et nyt album, og at de ville spille til BBC Radio 2 Live under Hyde Park festival. Deres sjette studiealbum, White Light, udkom d. 27. november 2015, og blev fulgt op af en verdensturne. Herefter kom deres syvende album, Jupiter Calling, udkom d. 10. november 2017.

## Historie

### 1990–1994: tidlig kommerciel succes
The Corrs stammer fra Dundalk, County Louth i Irland. Mens Caroline og Andrea stadig gik i skole begyndte Jim og Sharon at spille sammen som en duo, hvilket ofte foregik på deres tantes pub, McManus's. I 1990 sluttede de to yngre søskende sig til duoen og dannede en kvartet. Deres karriere begyndte for alvor i 1991, hvor de gik til audition på filmen The Commitments. Jim, Sharon og Caroline fik hver mindre roller som musikere, mens Andrea fik en rolle med replikker som Sharon Rabbitte. John Hughes bemærkede dem, til deres audition og gik med til at blive deres manager.
I 1994 inviterede den amerikanske ambassadør i Irland, Jean Kennedy Smith, dem til at optræde ved VM i fodbold 1994 i Boston efter at have set dem spille i Whelan's Music Bar i Dublin. Efter deres optræden ved Sommer-OL 1996 i Atlanta, USA, spillede The Corrs som opvarmning under Celine Dions verdensturne Falling Into You Around the World Tour.

### 1995–1999: International berømmelse
Jason Flom, der var chef for Atlantic Records A&R, anbefalede at de mødtes med David Foster, en canadisk musiker, musikproducer, komponist og musikarrangør. The Corrs spillede live for Foster og han fik arrangeret en kontrakt med Atlantic Records. De forlængede deres ophold i USA i over fem måneder og indspillede deres debutalbum, Forgiven, Not Forgotten. Det indeholdt seks instrumentalnumre blandt de keltisk inspirerede indspilninger. Albummet solgte godt i Irland, Autralien, Japan, Norge og Spanien. Den store succes i USA og Storbritannien udeblev dog. Albummet nåede til sidst at sælge platin i Storbritannien, i Australien, og 4× platin i Irland, hvilket gør det til en af de mest succesfulde debuter af en irsk gruppe.
The Corrs' næste album, Talk on Corners fra 1997, blev produceret af Glen Ballard, der var kendt for sit samarbejde med Alanis Morissette. The Corrs samarbejdede også med Carole Bayer Sager, Oliver Leiber, Rick Nowels og Billy Steinberg. Albummet fik en lunken modtagelse, men det blev succesfuldt i Irland og nåede ind på den australske albumhitliste som nummer 3.
Efter bandet indspillede en version af "Dreams" til et Fleetwood Mac hyldestalbum, genudgav de Talk on Corners, med et nyt remix af "What Can I Do?", "So Young" og "Runaway". Specialudgaven toppede hitlisterne over hele verden og solgte multi-platin i Storbritannien og Australien.
I juni 1998 deltog The Corrs i velgørenhedskoncerten Pavarotti and Friends for the Children of Liberia. Koncerten blev afholdt i Modena, Italien med Luciano Pavarotti som vært. De andre optrædende inkluderede Jon Bon Jovi, Celine Dion, Spice Girls og Stevie Wonder. Formålet med arrangementet var at indsamle penge til Pavarotti and Friends Liberian Children's Village, der skulle etablere et hjem for børn i Liberia.
Det efterfølgende år modtog The Corrs en BRIT Award for Best International Band. De optrådte også live ved MTV's Unplugged den 5. oktober 1999 i Ardmore Studios, Co. Wicklow i Irland. Optagelserne blev udgivet på både CD og DVD og solgte over 2,7 millioner eksemplarer. Den indeholdte liveoptrædener af tidligere udgivne sange samt en ny sang, "Radio", der senere blev udgivet på deres tredje album, In Blue.

### 2000–2002: Mainstream succes
I 2000 vendte The Corrs tilbage til den mainstream succes med deres tredje album, In Blue, der til forskel fra de forrige udgivelser var der var mere poppræget. In Blue gik direkte ind som nummer 1 i den første uge i både Storbritannien, Irland, Australien, Tyskland, Schweiz og Østrig, og den debuterede som nummer 2 i Frankrig og Norge. Den nåede førstepladsen i den anden uge i Sverige og Spanien.
The Corrs arbejdede sammen med Alejandro Sanz på In Blue, og indspillede "Una Noche (One Night)" som en duet mellem Sanz og Andrea Corr; Sanz spillede Andreas store kærlighed i musikvideoen. Til gengæld indspillede The Corrs nummeret "Me Iré (Den Hårdeste Dage)" sammen med ham, på hans album El Alma Al Aire. The Corrs samarbejdede med Robert Lange på singlen "Breathless", der nåede nummer 20 på Billboard Hot 100, nummer 7 i Australien, nummer 3 i Irland og New Zealand, og nummer 1 i Storbritannien. Albummet gik direkte ind som nummer 1 på Irish Albums Chart, og opnåede det tredjehøjeste salgstal på én uge i hitlistens historie efter U2's The Best of 1980–1990 og Oasis' Be Here Now. In Blue solgte platin i USA, dobbelt-platin i Storbritannien, og 4× platin i Australien.
Under indspilningen af albummet døde The Corrs' mor, Jean, mens hun ventede på en lungetransplantation. Hun blev begravet på St. Patricks kirkegård i Dundalk og Bono, Larry Mullen, Jr., Brian Kennedy og Paul Brady var blandt deltagerne ved hendes begravelse. "No More Cry", der blev skrevet af Andrea og Caroline Corr til albummet for at hjælpe deres far med hans sorg.
I 2001 udgav The Corrs deres første opsamlingsalbum, Best of The Corrs. Albummet undeholdt tidligere udgivne sange og nye numre, såsom singlerne "Would You Be Happier?", "Make You Mine" og "Lifting Me". Udgivelsen nåede ikke højt på hitlisterne i Irland, men solgte platin i Australien. The Corrs samarbejdede med Josh Groban og indspillede Canto Alla Vita til hans selvbetitlede debutalbum.
Da bandet vendte tilbage til Irland afholdt de endnu en livekoncert i Ardmore Studios, hvor de tidligere havde optrådt til MTV's Unplugged-serie. De gæsteoptrædende ved arrangementet inkluderede Bono fra U2 og Ronnie Wood fra The Rolling Stones. Under Koncerten sang Bono og Andrea Nancy Sinatras "Summer Wine" og Ryan Adams' "When the Stars Go Blue". Ronnie Wood spillede guitar på gruppens version af Jimi Hendrix' "Little Wing" og Rolling Stones' "Ruby Tuesday". Optagelserne blev udgivet på livealbummet VH1 Presents: The Corrs, Live in Dublin, der blev udgivet i Storbritannien.

### 2003–2005: Senere år
I 2003 indspillede Andrea Corr sangen "Time Enough for Tears", der var skrevet af Bono og Gavin Friday til filmen In America. Nummeret blev inkluderet på The Corrs' album Borrowed Heaven fra 2004. Det blev indspillet over en 18-måneders periode i Dublin og Los Angeles, og albummet blev produceret af Olle Romo, der tidligere havde arbejdet med Melanie C og Kelly Clarkson. Udgivelsen markerede The Corrs' musikalske skift tilbage til folkrock-genren med en større vægt på guitar end tidligere. Albummet blev dog ikke så succesfuldt som gruppens tidligere udgivelser, men nåede alligevel nummer 2 i både Tyskland og Storbritannien, og solgte sølv i Tyskland og guld i Storbritannien. Jason Duffy sluttede sig midlertidigt til bandet som trommeslager, hvor han vikarierede for Caroline mens hun var gravid med sit andet barn, og ude af stand til at turnere. Borrowed Heaven blev dedikeret til gruppens forældre.
The Corrs' dedikerede også deres album Home fra 2005 til deres afdøde mor. Det blev betragtet som et traditionelt irsk album, da bandet indspillede coverversioner af traditionelle irske sange, der blev taget fra deres mors sangbog, for at fejre deres 15 år som band. Albummet blev produceret af Mitchell Froom og blev indspillet i samarbejde med BBC Radio 2 Orchestra. Sangene på Home spændte over hele den irske musikhistorie med bl.a. traditionelle folkemelodier der var flere hundrede år gamle og sange fra 1980'erne, og det inkluderede også to sange på irsk; "Bríd Óg Ní Mháille (Brigid O'Malley)" og "Buachaill Ón Éirne (Boy from Lough Erne)". Home havde succes i Irland, Frankrig (hvor den nåede nummer 5) og Tyskland (hvor den nåede nummer 12) og albummet solgte sølv i Storbritannien.

### 2006–2014: Soloprojekter og andre udgivelser
The Corrs valgte at sætte samarbejdet på ubestemt pause i 2006, for at give medlemmer tid til at stifte familie og for at starte solokarrierer.
Andrea udgav sit første soloalbum, Ten Feet High, udkom den 25. juni 2007. Det blev produceret af Nellee Hooper, der havde arbejdet med Björk, Gwen Stefani og Madonna; Bono var executive producer. Den første single fra albummet var "Shame on You (to Keep My Love from Me)". Den 30 maj 2011 udgav Andrea sit andet soloalbum, Lifelines, der bestod af covernumre, med The Blue Niles nummer "Tinseltown in the Rain" som førstesingle. Sharon påbegyndte sin solokarriere i 2009 og udgav singlen "It's Not a Dream" den 29. august 2009. Den 10. september 2010 udkom hendes debutalbum, Dream of You, med hendes coverversion af The Korgis' sang "Everybody's Got to Learn Sometime" som den første single. Sharon færdiggjorde sit andet album, The Same Sun, i marts 2012, og det udkom
The Corrs udgav deres andet opsamlingsalbum, Dreams: The Ultimate Corrs Collection, den 20. november 2006. Det bestod af adskillige af gruppens hits, samt numre som ikke tidligere var blevet udgivet på deres albums, såsom "I Know My Love", i samarbejde med The Chieftains og "All I Have to Do Is Dream", der var en duet med Andrea og Laurent Voulzy. Albummet indeholdt også remixversioner af "When the Stars Go Blue" og "Goodbye". Sidstnævnte blev kun udgivet som en download-single som promovering af albummet. Udgivelsen havde dog ikke succes på hitlisterne og nåede nummer 24 i Irland. den 25. september 2007 udgav The Corrs endnu et opsamlingsalbum, The Works. Dette album bestod af tre CD'er med tidligere udgivet materiale. Det klarede sig endnu dårligere end forgængeren, og nåede slet ikke ind på hitlisterne.

### 2015–2017: gendannelse;White LightandJupiter Calling
I juni 2015 annoncerede Andrea at The Corrs ville optræde til et livearrangement i Hyde Park den 13. september 2015, og var i færd med at indspille et nyt album. Den 17. september 2015 bekræftede bandet at deres sjette studiealbum, White Light, udkom den 27. november 2015 og blev fulgt op af en verdensturne som foregik i 2016.
I november 2017 udkom gruppens syvende album uner titlen Jupiter Calling. Det var blevet produceret af T Bone Burnett og blev promoveret af en koncert i oktober i Royal Albert Hall i London.

### 2020–nu: Andet comeback og turné i Australien
I 2020 inkluderede Taylor Swift et cover af The Corrs’ "Breathless" på en sætliste med sange af kvindelige kunstnere for at markere kvinders historiske måned. Hun beskrev de kunstnere, hun havde valgt, som "fjerne mentorer, der lærte mig, hvordan musik kunne gøre nogens liv lettere og mere magisk" og sagde, at de havde guidet hende "melodisk, lyrisk, åndeligt og følelsesmæssigt".
Den 26. november 2022 optrådte The Corrs sammen for første gang siden 2017 og spillede for et publikum på omkring 11.000 ved Hope Estate Winery i Australiens Hunter Valley, deres første koncert i Australien i 21 år. Koncerten var en succes, og The Corrs annoncerede den 4. december 2022, at de ville turnere i Australien og New Zealand i oktober og november 2023, og senere blev der tilføjet datoer i Jakarta, Indonesien, og Manila, Filippinerne.

## Musikalsk stil og indflydelse
I et interview udtalte Caroline Corr at deres genre var en "blanding af moderne rytmer og teknologi med akustiske instrumenter, violin, tin whistle, trommer og selvfølgelig stemmer, ægteskabet af disse instrumenter er vores lyd". The Corrs' musik bliver normalt kategoriseret som folkrock. Det er tydliget på deres to første albums, Forgiven, Not Forgotten og Talk on Corners, selvom Andrea har beskrevet genren på Talk on Corners som "den [har] en mere råt udtryk, en smule mere guitar-orienteret og også en irsk lyd, som findes på Forgiven, Not Forgotten."
In Blue bevægede sig mere over mod mere mainstream pop-lyd og gjorde stor brug af synthesizer. Ændringen affødte kritik fra mange kanter; en kritiker fra Entertainment Weekly kaldte det "et nedslående eksempel på musikalsk etnisk udrensning". I USA Today stod der at det var "sandsynligvis det bedste mainstream popalbum du vil møde".
Borrowed Heaven lagde mere vægt på guitarer, men holdt sig fortsat til den originale folkrockgenre. Home er et traditionelt irsk album, hvor bandet har indspillet coverversioner af mange traditionelle irske sange. Det indeholdt sange fra forskellige æraer i irsk musikhistorie, inklusive en sang fra 1982, der var skrevet af Phil Lynott ("Old Town") mens den 1.000 år gamle sang "Return to Fingal" blev inkluderet som et bonusnummer i Japan og på særudgaver i Tyskland og Spanien.
Den største musikalske indflydelse på The Corrs' kommer fra deres forældre, der var musikere som opfordrede dem til at lære at spille instrumenter. De er også inspireret af grupper som The Eagles, The Police, The Carpenters, Simon and Garfunkel og Fleetwood Mac, Sharon udtalte under et interview ned CNN, at det var årsagen til "vores sange er meget, meget melodiske og [harmoniske]".

## Filantropi
The Corrs har bidraget til og støtte mange velgørende formål. I 1998 deltog gruppen i velgørenhedskoncerten Pavarotti and Friends for the Children of Liberia. Koncerten blev afholdt Modena, Italien med Luciano Pavarotti som vært. Blandt de andre deltagere var Jon Bon Jovi, Natalie Cole, Pino Daniele, Celine Dion, Florent Pagny, Eros Ramazzotti, Spice Girls, Vanessa L. Williams, Stevie Wonder, Trisha Yearwood og Zucchero. Koncerten indsamplede penge til af opføre Pavarotti and Friends Liberian Children's Village der skulle give forældreløse børn i Liberia et hjem under borgerkrigen. The Corrs afholdt en velgørenhedskoncert i 1998 sammen med Sinéad O'Connor, Van Morrison, Boyzone, U2 og Enya for at indsamle penge til ofrene for bombeangrebet i Omagh i Nordirland.
The Corrs' mor, Jean, døde på Freeman Hospital i Newcastle, England. The Corrs afholdt en velgørenhedskoncert i 2001 for at vise deres taknemmelighed, hvor de indsalede mere end £100.000 til hospitalet. Pengene blev brugt til at udvide William Leech Centre på hospitalet, som er dedikeret til behandling af lungesygdomme. Byen Newcastle gav dem et maleri af Tynesides kaj til gengæld.
I 2004 spillede The Corrs en velgørenhedskoncert for The Prince's Trust, der er en velgørenhedsorganisation fra Storbritannien, som giver hjælp, træning samt finansiel og praktisk støtte til briter mellem 14 og 30 år. De optrådte med The Buggles, Will Young, Blue, Avril Lavigne, Lenny Kravitz, Busted, Anastacia, Nelly Furtado, Sugababes og Natasha Bedingfield og sammen indsamlede de mere end £1 million.
The Corrs er ambassadører for Nelson Mandelas "46664"-kampagne, hvor de optrådte live for at udvide kendskabet til HIV/AIDS i Afrika. Koncerten blev afholdt den 29. november 2003 i Cape Town, Sydafrika. Arrangementet skulle "[øge] opmærksomheden om HIV i Sydafrika og starte 46664-kampagnen" og de indsamlede penge blev doneret til Nelson Mandela Foundation for Aids. Under Live 8 i Edinburgh den 2. juli 2005 optrådte The Corrs med "When the Stars Go Blue" sammen med Bono for at fremme Make Poverty History-kampagnen, der søger at øger opmærksomheden og presse regeringer til at gøre noget mod ekstrem fattigdom.
I anerkendelse af deres velgørenhedsarbejde blev The Corrs gjort til æresmedlemmer af Order of the British Empire i 2005 dronning Elizabeth 2. af Storbritannien.

## Bandmedlemmer
- Andrea Corr – Forsanger, tin whistle
- Caroline Corr – Trommer, percussion, klaver, bodhrán, vokal
- Jim Corr – guitar, klaver, keyboards, vokal
- Sharon Corr – violin, vokal

I slutningen af 1995 sluttede Anthony Drennan (lead guitar) og Keith Duffy (basguitar) sig til bandet og forblev en del af gruppen ved turneer og indspilning af albums. Da Drennan i begyndelsen af 1998 måtte forlade dem for at deltage i en turne med Genesis blev han midlertidigt erstattet af den irske guitarist Conor Brady til to dele af Talk on Corners-turneen. Keiths lillebror Jason Duffy deltog som trommeslager under Borrowed Heaven-turneen da Caroline var gravid. Både Anthony Drennan og Keith Duffy sluttede sig til gruppen i 2015 da de genoptog samarbejdet.

## Diskografi
Studiealbums
- Forgiven, Not Forgotten (1995)
- Talk on Corners (1997)
- In Blue (2000)
- Borrowed Heaven (2004)
- Home (2005)
- White Light (2015)
- Jupiter Calling (2017)

## Turneer
- Forgiven, Not Forgotten World Tour (1996–1997)
- Talk on Corners World Tour (1997–2000)
- In Blue Tour (2000–2001)
- Borrowed Heaven Tour (2004)
- The Corrs: In Concert (1990–2005)
- White Light Tour (2016)
- The Corrs Down Under (2023)

## Priser
Mange af The Corrs' sange har ligget nummer 1 i adskillige lande. De vandt en BRIT Award i 1999, og har været nomineret til Meteor Music Awards to gange, i 2005 og 2006. Gruppen har været nomineret til to Grammy awards i 2001: en for deres sang Breathless og en anden for deres instrumentalnummer Rebel Heart.